# Dexter Jones Circus Orchestra
Dexter Jones' Circus Orchestra (DJCO), svenskt rockband som bildades i Umeå år 2001. De spelar tung 70-talsrock och har släppt flera skivor på holländska bolaget Freebird Records. Bandet har turnerat både i Europa och USA och har gjort flera spelningar på Raj-Raj-festivalen i hemstaden Umeå. Gruppen gav ut sitt tredje fullängdsalbum If light can't save us, I know darkness will på Fuzzorama Records i januari 2010.

## Medlemmar
Nuvarande medlemmar
- Tia Marklund – sång, gitarr (2001–idag)
- Daniel Israelsson – trummor (2001–idag)
- Fredrik Jonsson – basgitarr, sång (2006–idag)
- David Israelsson - gitarr, sång(2001-2011, 2015-?

Tidigare medlemmar
- David Israelsson – gitarr, sång (2001–?)
- Mathew Bethancourt – gitarr, sång (2007–?)
- Björn Billgren – gitarr (2006–2007)
- Kent Jonsson – gitarr (2001–2006)
- Håkan Dalsfelt – basgitarr (2001–2006)

## Diskografi
Studioalbum
- 2004 – Dexter Jones' Circus Orchestra (Freebird Records)
- 2007 – Side by Side (Fuzzorama Records)
- 2010 – If light can't save us I know darkness will (Fuzzorama Records)

EP
- 2006 – Morbyn Outtakes (Freebird Records)

Singlar
- 2004 – "The Loosers are Back in Town" (Freebird Records)